# James V. Neel
James Van Gundia Neel (* 22. März 1915 in Hamilton, Ohio; † 1. Februar 2000 in Ann Arbor, Michigan) war ein US-amerikanischer Genetiker.

## Leben
Neel erwarb 1935 einen Bachelor am College of Wooster in Wooster, Ohio und 1939 bei Curt Stern einen Ph.D. an der University of Rochester in Rochester, New York. Nach kurzer Tätigkeit als Zoologe studierte Neel Medizin, erwarb 1944 einen M.D. und schloss 1946 seine Ausbildung als Internist an den Strong Memorial and Rochester Municipal Hospitals ab. Im gleichen Jahr wurde er Assistent im Labor für Wirbeltiergenetik an der University of Michigan. 1946/1947 diente er in den Army Medical Corps und leitete Feldstudien für die Atomic Bomb Casualty Commission. 1948 übernahm Neel die Leitung der Heredity Clinic (etwa: Klinik für Erbkrankheiten) am Institut für Humanbiologie der University of Michigan. 1956 gründete Neel die Abteilung für Humangenetik an der University of Michigan School of Medicine, wo er – bis zu seinem Ruhestand 1985 – zuletzt Lee R. Dice University Professor of Human Genetics war. Auch nach seiner Emeritierung war Neel wissenschaftlich aktiv, die letzte Arbeit mit seiner Co-Autorenschaft erschien 2004.
James V. Neel starb 2000 an Krebs. Er war verheiratet und hatte drei Kinder.

## Wirken
Neel galt als führend auf dem Gebiet der Genetik als Teilgebiet der Medizin. Mit seinen Arbeiten über die Sichelzellenanämie und die Thalassämie konnte er zeigen, dass die Regeln der Vererbung auf verbreitete menschliche Krankheiten anwendbar sind. Mit einfachen Labortests für heterozygote Träger der Gene für diese Hämoglobinopathien konnte er jeweils den rezessiven Erbgang beweisen. Die Arbeiten von Linus Carl Pauling und Mitarbeitern zur Struktur des Hämoglobins ergänzten Neels Arbeiten.
Weitere Arbeiten Neels befassten sich mit der Thrifty gene hypothesis zur Erklärung, warum genetisch mitbedingte Erkrankungen wie Diabetes mellitus oder arterielle Hypertonie so verbreitet sind, obwohl sie nachteilig für den Träger sind, mit den Folgen der Fortpflanzung unter Blutsverwandten („Inzest“), mit der Abschätzung des Zeitraums der Besiedlung Amerikas oder mit den genetischen Besonderheiten abgeschiedener Populationen wie den Yanomami im Amazonasgebiet.
Mit seiner Tätigkeit für die Atomic Bomb Casualty Commission, eine Kommission zur Untersuchung von Folgeschäden nach den Atombombenabwürfen auf Hiroshima und Nagasaki, galt Neel als weltweit führend auf dem Gebiet der genetischen Veränderungen durch ionisierende Strahlung und ihrer schwierigen, sich auf populationsgenetischen Daten stützende Abschätzung.
Nach Neels Tod entwickelte sich eine Debatte darum, ob Neel während seiner Feldforschung im Amazonasgebiet dort eine Masern-Epidemie ausgelöst oder bekämpft hat.

## Auszeichnungen (Auswahl)
- 1960 Albert Lasker Award for Basic Medical Research[2]
- 1963 Mitglied der National Academy of Sciences
- 1965 William Allan Award
- 1965 Mitglied der American Philosophical Society[3]
- 1971 Mitglied der American Academy of Arts and Sciences[4]
- 1974 National Medal of Science[5]